# 实质主义
实质主义（英語：substantivism）是一种经济立场，有助于解释经济中嵌入的社会关系。这一概念由卡尔·波兰尼提出，他认为“经济”一词有两层意义。今天的新古典经济学家使用的形式意义是指经济是理性行动和决策的逻辑，是有限（稀缺）资源的替代用途之间的理性选择，是“经济化”、“最大化”或“最优化”。
而第二层，实质意义，既不预设决策是理性的，也不预设稀缺性这一条件。它指的是人类如何在其社会和自然环境中交往和谋生。它认为社会的生计策略是适应其环境和物质条件，这一过程可能涉及也可能不涉及效用最大化。“经济”的实质意义体现在更广泛意义上的“供给”。经济是社会满足物质需求的方式。